# Juan Correa de Vivar
Juan Correa de Vivar (Mascaraque, 1510 – Toledo, 16 aprile 1566) è stato un pittore spagnolo. È considerato uno dei maggiori esponenti del rinascimento spagnolo.

## Biografia

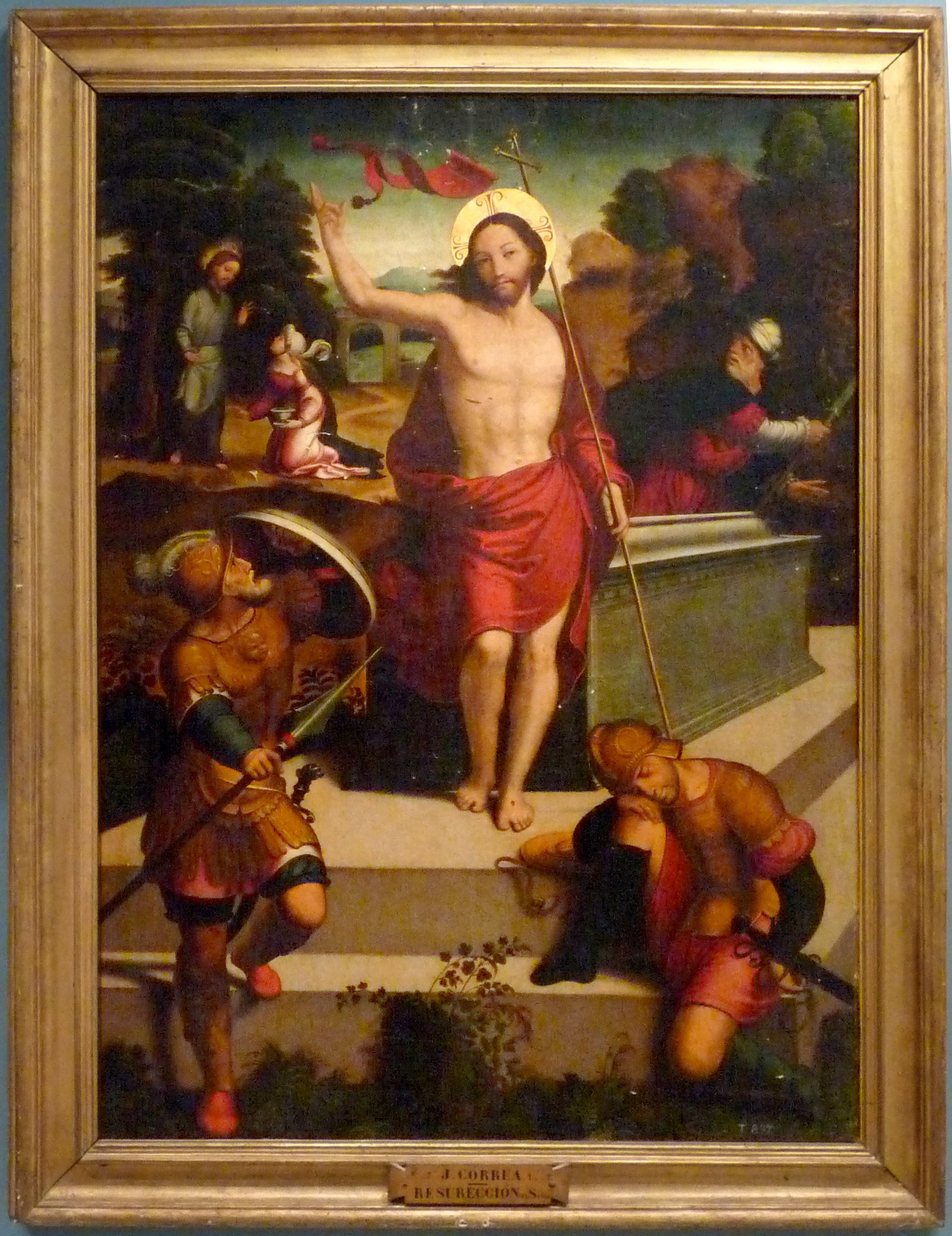
La Resurrezione di Cristo (1540, Museo del Prado)

Nativo del villaggio di Mascaraque, si formò alla scuola pittorica di Toledo come allievo di Juan de Borgoña, venendo menzionato assieme al maestro già nel 1527. Si distinse presto come pittore di opere sacre, e divenne uno dei più rinomati artisti della Spagna centrale.
Aderente al manierismo, inizialmente il suo stile era fortemente influenzato da quello del maestro Borgoña, e solo a partire dai tardi anni 1530 ne sviluppò uno proprio, condito da sfumature realiste. Comunque attento alle innovazioni artistiche estere, si interessò soprattutto agli artisti rinascimentali italiani, venendo influenzato anche dalle opere di Raffaello Sanzio e Leonardo da Vinci, cosa che fa ipotizzare un suo soggiorno in Italia oppure il contatto con qualche artista del periodo. Le opere di Vivar si distinguono per l'eleganza e il dinamismo dei personaggi, così come per un ampio uso di colori vivaci e contrastanti.
Rimase legato al proprio villaggio natale, divenendo uno dei più ricchi possidenti di Mascaraque; non si sposò né ebbe figli, dedicandosi totalmente alla pittura e creando una bottega artistica. Negli ultimi anni della sua vita prese come allievo un nipote, Rodrigo de Vivar, che divenne suo erede universale e completò le opere dello zio dopo la sua morte nel 1566. Molte delle sue opere sono conservate al Museo del Prado.